# Geschichte Jordaniens
Dieser Artikel wurde auf der Qualitätssicherungsseite der Redaktion Geschichte eingetragen (dort auch Hinweise zur Abarbeitung dieses Wartungsbausteins), weil er noch inhaltliche oder formale Mängel hat. Bitte hilf mit, die genannten Einwände zu klären und etwaige Mängel dieses Artikels zu beseitigen, und beteilige dich bitte an der Diskussion!

Das Wappen Jordaniens

Die Geschichte Jordaniens umfasst die Entwicklungen auf dem Gebiet des Haschemitischen Königreichs Jordanien von der Urgeschichte bis zur Gegenwart. Sie lässt sich seit dem Beginn der kontinuierlichen Besiedlung durch Menschen seit etwa 10.000 v. Chr. nachvollziehen. Auf dem Gebiet des heutigen Königreich Jordanien östlich des Jordans lebten semitische Völker. In der Spätbronzezeit ab ca. 1200 v. Chr. bildeten die semitischen Völker der Ammoniter, Moabiter, Juden und Edomiter erste staatsähnliche Gebilde östlich des Jordans. Es entstanden die ersten Städte. Im 8. Jahrhundert v. Chr. kam das Gebiet unter der Herrschaft der Assyrer. Ab dem 6. Jahrhundert dehnten die Babylonier und Perser ihre Reiche auf das Gebiet östlich des Jordans aus. Ab dem 5. Jahrhundert wanderten von Süden her die Nabatäer ein. Ihr Reich war eine Hochkultur. Die griechisch-makedonischen Ptolemäer übernehmen nach dem Sieg der Griechen über die Perser 332 v. Chr. die Herrschaft im Nabatäerreich. Später kam das Gebiet unter der Herrschaft der Seleukiden. Es entstehen die prachtvollen Städte Gerasa, Pella, Gadara. Der Bund der Dekapolis stellten sich 63 v. Chr. unter den Schutz Roms. Die Nabatäer errichteten unter römischen Schutz ein Königreich mit der Hauptstadt Petra. Unter dem römischen Kaiser Trajan wurde 106 n. Chr. die römische Provinz Arabia Petrae gebildet. Das arabische Nomadenvolk der Beduinen griff mehrfach die römische Provinz an. Nach der Reichsteilung 395 n. Chr. kam die Provinz an das Byzantinische Reich, Nach der Schlacht am Jarmuk 636 fiel das Ostjordanland an das arabisch-islamische Weltreich. Die Araber besiedelten das Ostjordanland und der Islam breitete sich aus. Die christlichen Kreuzritter drangen ab 1107 in das Ostjordanland vor. 1250 bis 1516 gehörte das Gebiet als Teil der Provinz Syrien zum Mamelukenreich. 1517 bis 1918 war es Teil des Osmanischen Reiches. Nach dem Ersten Weltkrieg wurde 1920 das britische Völkerbundsmandat Palästina gegründet, das auch das Gebiet östlich des Jordans umfasste. 1923 wurde das  Ostjordanland als britisches Volkerbundsmandat Transjordanien gebildet. Es war ein Emirat unter der Dynastie der Hashemiten und bildet zusammen mit Israel das ehemalige Mandatsgebiet Palästina und ist somit Teil der zweistaaten Lösung.
1946 erhielt es als Königreich Transjordanien die Unabhängigkeit. Es schloss 1948 einen Militärpakt mit Großbritannien. 1948 bis 1949 beteiligte sich der Staat am Krieg der anderen arabischen Staaten gegen das am 14. Mai 1948 ausgerufene Israel. Transjordanien gewann das Westjordanland und Ostjerusalem dazu, die arabischen Staaten verloren den Krieg und über 400.000 arabische Flüchtlinge aus Palästina wurden in Jordanien aufgenommen. Im April 1950 annektierte Jordanien das Westjordanland und Ostjerusalem und wurde in Haschemitisches Königreich Jordanien umbenannt. Nach der Sueskrise im Oktober/November 1956 wurde die USA der Hauptverbündete Jordaniens. Im Sechstagekrieg im Juni 1967 gegen Israel verlor Jordanien die Kontrolle über das Westjordanland und Ostjerusalem. Noch einmal 400.000 palästinensische Flüchtlinge wurden in Jordanien aufgenommen. In einem Bürgerkrieg im September 1970 vertrieb die jordanische Armee die PLO aus dem Land. Ab August 1988 verzichtete Jordanien endgültig auf seinen Anspruch auf das Westjordanland und Ostjerusalem. 1994 schlossen Jordanien und Israel einen Friedensvertrag.

## Ur- und Frühgeschichte
Nach neuesten archäologischen Funden wurde kontinuierliche menschliche Besiedlung seit über 10.000 Jahren seit der Mittelsteinzeit in Teilen des heutigen Jordanien nachgewiesen. Es existierten nomadische und sesshafte Lebensweisen meist nebeneinander. In ʿAin Ghazal, im Nordwesten des Landes und innerhalb des Fruchtbaren Halbmonds gelegen, wurde eine der ältesten und größeren Siedlungen einer ackerbaubetreibenden Kultur gefunden. Sie war von ca. 7300 bis 5000 v. u. Z. bewohnt. Weltberühmt wurde diese archäologische Stätte durch den Fund zum Teil größerer menschlicher Figuren, die noch nicht aus Keramik, sondern aus Kalklehm geschaffen wurden. Die Funde befinden sich im Jordanischen Nationalmuseum im nahen Amman. ʿAin Ghazal ist ein wichtiger Fundort des präkeramischen Neolithikums.
In der Spätbronzezeit ab ca. 1200 v. Chr. schafften östlich des Jordans die Ammoniter, Moabiter und Edomiter erste staatsähnliche Gebilde. Sie trugen gegen die israelitischen Stämme, die teilweise ebenfalls ins Ostjordanland vordrangen, sowie auch untereinander Kämpfe aus. In dieser Zeit entstanden Städte, die heute noch existieren, darunter die heutige jordanische Hauptstadt Amman. Diese Stämme gehörten zu den semitischen Völkern. Die Ammoniter siedelten auch östlich des Jordans im Bereich der jordanischen Hauptstadt Amman. Sie glaubten an eine Religion mit mehreren Göttern und waren mit den Israeliten verwandt. 1030 v. Chr. gründeten sie ihren Staat. König David unterwarf die Ammoniter, die auch die israelische Religion annahmen. Nach der Aufspaltung des Königreichs Israel nach König Salomons Tod fiel Ammon an das Nordreich Israel. Der Stamm der Ammoniter spaltete sich vom Nordreich ab. Sie führten wieder eine polytheistische Religion ein. Er blieb bis ins 2. Jahrhundert v. Chr. bestehen.
Das Reich Moab lag in Palästina und auch teilweise östlich des Jordan. Es war ebenfalls ein semitisches. Im 9. Jahrhundert v. Chr. entstand der Staat Moab. Er kam unter assyrische Tributhoheit. Die Moabiter führten eine polytheistische Religion ein.
Die Edomiter siedelten beiderseits des Jordans in der Jordansenke. Sie galten als Nachfahren Esaus. Zunächst bildeten sie im 12. Jahrhundert v. Chr. einen Staat. Sie wurden von den Israeliten unter König David unterworfen und kamen später an das Südreich Juda. 850 v. Chr. spaltete sich Edom vom Königreich Juda ab und erklärte sich zum Königreich. Die Edomiter führten eine neue Religion mit dem Hauptgott Qaus und mehreren Göttern ein. Das Königreich Edom geriet unter assyrische Herrschaft und wurde ein Tributstaat.

## Antike
Im 8. Jahrhundert v. Chr. fiel das Ostjordanland unter den Machtbereich der Assyrer. Nach der Vernichtung des Assyrerreiches durch die Babylonier brachten die Babylonier nach der Eroberung Judas und Israels und der Eroberung Jerusalems 587 v. Chr. auch das Ostjordanland unter ihre Macht. Die Babylonier führten ihre Religion ein und ihre Gesellschaft mit Sklaven. 539 v. Chr. eroberten die Perser Babylon, zerstörten das Babylonische Reich und brachten die Provinzen östlich des Jordans unter ihre Kontrolle. Sie gewährten den unterworfenen Völkern die Ausübung ihrer Religion. Um 550 v. Chr. wanderten von Süden her die Nabatäer in das Land östlich des Jordans ein, die zeitweise bis nach Syrien expandierten, deren Kernsiedlungsgebiet aber auf Petra, Südjordanien sowie Teilen des heutigen Südisraels und des heutigen Nordwest-Saudi-Arabien begrenzt blieb. Sie waren ein arabisches Nomadenvolk. Die Religion kannte mehrere Götter, Duschara war der Hauptgott, al-Uzza die Hauptgöttin. Die Nabatäer kontrollierten als Karawanenhändler die Handelsrouten in der Wüste und nach Arabien. Sie handelten mit Weihrauch, Myrrhe und anderen auserwählten Gewürze, die sie auf Handelsrouten zum Meer brachten. Die Nabatäer gewannen aufgeschwemmten Teer im Toten Meer. Dieser wurde zur Einbalsamierung verwendet. Die Nabatäer vertrieben die Edmiter, die nach Palästina wanderten. Später bauten sie mit dem Zentrum in Petra Felsenhäuser. Es entstand eine Hochkultur. Nach Alexanders Eroberung von Tyros und seinem Sieg über die Perser 332 v. Chr. übernahmen zunächst die Ptolemäer, danach die Seleukiden die Macht. Die griechische Kultur und hellenistische Einflüsse breiteten sich aus. Unter der seleukidischen Herrschaft entstanden prachtvolle Städte wie Gerasa (Jerash), Pella (Tabaqat Fahl) und Gadara. Die Nabatäer standen in der Zeit unter der Oberhoheit der Perser, Ptolemäer und der Seleukiden.

## Das Königreich der Nabatäer
Zunächst stand das Siedlungsgebiet der Nabatäer unter der Oberhoheit der Ptolemäer und später der Seleukiden.
Um 150 v. Chr. schlossen sich die Nabatäer zu einem Königreich zusammen, das sich von der Sinaihalbinsel bis nach Nordarabien erstreckte. Erster König war Aretas I. Unter seiner Herrschaft konnten die Nabatäer sich von der seleukidischen Oberhoheit befreien. 85 v. Chr. eroberten sie Damaskus. Sie führten ein Bewässerungssystem in der Wüste ein, mit dem landwirtschaftliche Flächen bewässert werden konnten. Nach dem Vordringen der Römer unter Pompeius 63 v. Chr. nach Palästina schlossen sich die 10 Städte Dekapolis in einem Bund zusammen, der sich römischen Schutz unterstellte. Die Nabatäer wurden Vasallen des Römischen Reiches. Der nabatäische König Aretas IV. konnte die Einheit seines Reiches wahren und die Römer beließen ihn im Amt.

## Römische Provinz Arabia Petraea
Nach der römischen Annexion des Nabatäerreiches mit der Hauptstadt Petra errichtete Kaiser Trajan im Jahr 106 die Provinz Arabia Petraea. Erste arabische Beduinen, Nomaden drangen in die Provinz ein. Die Römer siedelten nach der Vertreibung der Juden aus Palästina Araber in Palästina an.

## Spätantike
In der Spätantike diente das Gebiet östlich des Jordans dem Römischen Reich als Pufferzone gegen die Angriffe von Beduinen. Die Römer wehrten Angriffe der Beduinen ab. Während der byzantinischen Epoche stand die Region unter dem Einfluss der Ghassaniden. Die christlichen byzantinischen Kaiser förderte die Christianisierung der nabatäischen Bevölkerung. Das Christentum wurde Staatsreligion.

## Arabisch-islamische Herrschaft
Nach der Schlacht am Jarmuk im Jahr 636 fiel Ostjordanien in den Herrschaftsbereich des Islams, zunächst unter der Dynastie der Umayyaden in Damaskus, ab 750 der Abbasiden in Bagdad. Die Umayyaden führten zunächst in Mekka das Kalifat ein. Der Kalif war geistliches und Staatliches Oberhaupt. Die beduinische Bevölkerung wurde zum Islam bekehrt. Aus der abbasidischen Epoche sind mehrere Wüstenschlösser erhalten, die meisten davon östlich der Hauptstadt Amman. Im Ostjordanland setzte sich die sunnitische Konfession durch. Araber wurden auch sesshaft. Arabische Kaufleute kontrollierten die Handelswege. Die Abbasiden waren Schiiten unter persischen Einfluss. Ab 1107 drangen die christlichen Kreuzritter von Jerusalem aus ins Ostjordanland vor. Ruinen von Kreuzfahrerburgen, die von den Kreuzrittern zur Abwehr der Beduinenangriffe und zur Überwachung der Handels- und Pilgerrouten von Damaskus nach Arabien erbaut wurden, finden sich unter anderem in Montreal, auf der heute ägyptischen Pharao-Insel bei Aqaba und in Karak. Mit dem Niedergang des christlichen Königreichs Jerusalem kam das Ostjordanland wieder unter islamische Herrschaft.

## Herrschaft der Mameluken
Von 1250 bis 1516 gehörte das Gebiet als Teil der Provinz Syrien zum Herrschaftsbereich der Mameluken, die ihr Zentrum in Ägypten hatte.

## Unter Osmanischer Herrschaft
Anschließend war es bis 1918 Teil des Osmanischen Reichs der Türken. In dieser Zeit entwickelte sich die Region kaum, worauf auch die spärlich vorhandenen Bauwerke aus dieser Zeit hinweisen. Das neue Zentrum war Anatolien und Kleinasien. Die Osmanen errichteten auch ein Kalifat in Istanbul, das frühere Konstantinopel. Dies änderte sich erst am Ende des 19. Jahrhunderts, als Soldaten der osmanischen Armee unter der Leitung des deutschen Ingenieurs Heinrich August Meißner die Hedschasbahn von Damaskus nach Medina erbauten.

## Modernes Jordanien
Der heutige jordanische Staat entwickelte sich infolge der europäischen Kolonialpolitik des 19. und 20. Jahrhunderts. Die beiden Hauptakteure Großbritannien und Frankreich drängten das geschwächte Osmanische Reich im 19. Jahrhundert immer mehr zurück und bauten ihren politischen Einfluss in der Levante und Mesopotamien aus. Eine wesentliche Taktik war dabei, Allianzen mit unzufriedenen lokalen Führern und gesellschaftlichen Gruppen zu schmieden und diese so für die eigenen Interessen zu instrumentalisieren.
Während des Ersten Weltkriegs sicherte England dem haschemitischen Scherifen Hussein von Mekka, dem Vater des späteren ersten Königs von Jordanien, ein eigenes Königreich zu, wenn er gemeinsam mit den Briten gegen die Osmanen vorginge. Es kam zum arabischen Aufstand, der 1916 begann und der von dem britischen Geheimdienstler T. E. Lawrence mit angeführt wurde. Gleichzeitig verabredeten Großbritannien und Frankreich ebenfalls 1915 heimlich im sogenannten Sykes-Picot-Abkommen die Aufteilung des Nahen Ostens nach dem Ende des Weltkriegs und dem erwarteten Zusammenbruch des Osmanischen Reiches. Am 6. Januar 1919 schlossen Faisal und der Präsident des Zionistischer Weltkongress Chaim Weizmann ein Abkommen über die Zusammenarbeit bei der Gründung eines arabischen Staates in Palästina und der Gründung einer jüdischen Heimstätte in Palästina, Weizmann-Faisal-Abkommen. Das Gebiet östlich des Jordans fiel als Teil des Völkerbundsmandat für Palästina unter britische Verwaltung auf der Konferenz von Sanremo 1920. 1921 setzte Großbritannien den Sohn des Scherifen von Mekka, Abdullah Ibn al-Hussein als Emir von Transjordanien ein. Er setzte durch, dass die Nationale Jüdische Heimstätte nur westlich des Jordans errichtet werden sollte. Die britische Mandatsverwaltung stimmte dem zu.

## Emirat Transjordanien als britisches Völkerbundsmandat
Am 25. März 1923 erklärte die Mandatsmacht Großbritannien Transjordanien zu einem selbständigen Emirat unter britischer Mandatsverwaltung des Völkerbundes und trennte es von dem Mandat Palästina ab. Es wurde die Arabische Legion unter Führung britischer Offiziere mit jordanischen Soldaten aufgestellt. General John Glubb führte die Arabische Legion seit 1931. Emir Abdullah führte eine probritische Politik. Im Zweiten Weltkrieg kämpfte die Arabische Legion auf der Seite Großbritanniens gegen die Achsenmächte Deutsches Reich und Italien.
Transjordanien gehörte zu den Gründerstaaten der Arabischen Liga im März 1945.

## Unabhängigkeit Jordaniens
Am 22. Mai 1946 erhielt Transjordanien die Unabhängigkeit von der Mandatsmacht Großbritannien. Abdullah nahm am 25. Mai den Königstitel an, der Staat nannte sich Haschemitisches Königreich Transjordanien. Die jordanische Armee blieb britisch kontrolliert. 1948 schlossen Großbritannien und Transjordanien einen Militärpakt. Die britischen Truppen blieben gegen Subsidienzahlung. Transjordanien beteiligte sich am 1. Arabisch-Israelischer Krieg Mai 1948 bis 1949. Die jordanische Armee erhielt britische Waffenlieferungen. Gemeinsam mit den anderen arabischen Armeen Ägyptens, Syriens, Libanons und Iraks und arabischen Freischärlern in Palästina kämpfte die jordanische Armee gegen den am 14. Mai 1948 ausgerufenen Staat Israel mit der neuen Armee, der von den USA, Frankreich und der UdSSR unterstützt worden ist. Jordanische Truppen besetzten das Westjordanland und Ostjerusalem mit der Altstadt. Im Januar 1949 wurde eine endgültige Waffenruhe an der israelisch-jordanischen Front vereinbart. Am 3. April 1949 unterzeichneten Vertreter Israels und Transjordaniens das Waffenstillstandsabkommen. Die jordanische Armee blieb in Westjordanland und in Ostjerusalem stationiert. Während des Krieges und danach flohen mehr als 400.000 Araber aus Palästina aus dem neuen Staat Israel in das jordanisch kontrollierte Westjordanland und nach Transjordanien.

## Haschemitisches Königreich Jordanien
Am 24. April 1950 wurde das Haschemitische Königreich Jordanien proklamiert und damit das Westjordanland und Ostjerusalem annektiert. Jordanien vergrößerte dadurch seine Fläche auf 97.639 km². Projordanische palästinensische Politiker, Notabeln, stimmten der Annexion der jordanischbesetzten Gebiete Westjordanland und Ostjerusalem zu. Nationalistische palästinensische Kräfte kündigten Widerstand gegen die Annexion an. Die Palästina-Flüchtlinge und Palästinenser erhielten die jordanische Staatsangehörigkeit. Jordanien verfügte mit dem Westjordanland über landwirtschaftliche Ressourcen und ein entwickeltes städtisches Zentrum. Im Juli 1951 wurde König Abdullah I. wegen seiner proisraelischen Haltung in Ostjerusalem Opfer eines Attentats. Sein Sohn Talal wurde neuer König. Am 8. Januar 1952 wurde eine neue Verfassung verabschiedet: Jordanien ist eine konstitutionelle Monarchie mit einem gewählten Parlament. Der König verfügt über weitreichende Kompetenzen. Aus Krankheitsgründen dankte König Talal im September 1952 zugunsten seines damals minderjährigen Sohnes Hussein bin Talal ab. Dieser bestieg am 2. Mai 1953 als Hussein I. den Thron. Es kam zu Grenzzwischenfällen an der israelisch-jordanischen Grenze nach Überfällen palästinensischer Freischärler auf israelische Wehrdörfer. Israelische Truppen drangen auf jordanisches Gebiet vor. Während der Sueskrise im November 1956 erhoben sich vor allem Palästinenser gegen die prowestliche und probritische Politik. Am 4. November 1956 wurde General Glubb Pascha entlassen und der Militärpakt mit Großbritannien wurde gekündigt. Die britischen Truppen zogen aus Jordanien ab. König Hussein I. näherte sich den USA an. Als bei den jordanischen Parlamentswahlen antimonarchistische Linke und Nationalisten die Mehrheit errangen, ließ König Hussein I. das Parlament auflösen. Es fanden seit 1957 keine Parlamentswahlen statt. Am 14. Februar 1958 schlossen sich die Königreiche Irak und Jordanien zur Arabischen Föderation zusammen, nachdem sich im Februar 1958 Ägypten unter Nasser und Syrien unter arabisch sozialistischen Regimes zur Vereinigte Arabische Republik VAR zusammenschloss. Nach der Revolution im Irak am 14. Juli 1958 wurde die Arabische Föderation am 15. Juli 1958 aufgelöst. König Hussein I. suchte Unterstützung bei königstreuen jordanischen Großfamilien und vor allem bei den beduinischen Stämmen. Nationalisten und antimonarchistische palästinensische Kräfte kämpften gegen die haschimitische Monarchie und verübten mehrere Attentate gegen König Hussein I. Dieser überstand diese. Seit 1965 überfielen palästinensische Freischärler von Jordanien aus israelische Stellungen. Israelische Truppen drangen in das Westjordanland als Vergeltung vor. Am 10. August 1965 schlossen Saudi-Arabien und Jordanien ein Abkommen über einen Gebietsaustausch. Jordanien erhielt ein Gebiet bei Akaba, das als Küstengebiet bedeutend war und Gebiete in der Wüste und trat Wüstengebiete an Saudi-Arabien ab. In den 1950er- und 1960er-Jahren kam es zu Auseinandersetzung über das Jordanwasser zwischen Israel, Syrien und Jordanien. Israel leitete in den 1960er-Jahren das Jordanwasser um. Es kam zu Protesten der arabischen Staaten. Während des Sechstagekriegs ab 5. Juni 1967 beteiligt sich Jordanien auf der Seite der arabischen Staaten am Krieg gegen Israel. König Hussein verhängte das Kriegsrecht über Jordanien. Am 5. Juni zerstörte die israelische Luftwaffe die jordanische Luftwaffe. Israelische Bodentruppen drangen in die Altstadt von Jerusalem vor und nahmen Ostjerusalem am 5. Juni nach heftigen Widerstand der jordanischen Armee und palästinensischer Kämpfer ein. Bis zum 7. Juni nahmen sie das gesamte Westjordanland ein. Es wurde eine Waffenruhe geschlossen. Irakische Truppen wurden in Jordanien östlich des Jordans stationiert. Rund 400.000 Palästinenser flohen nach Jordanien. Das Westjordanland und Ostjerusalem kamen unter israelische Besatzung. Damit verlor Jordanien das wirtschaftlich bedeutende Westjordanland. Die Kriegsgefangenen wurden ausgetauscht. Danach verschärften sich die Spannungen zwischen der jordanischen Monarchie und der palästinensischen Terrorgruppen und Widerstandsbewegungen. Nach dem Zusammenschluss der Palästinensischen Befreiungsorganisation (PLO) mit der Al-Fatah unter Jassir Arafat im Februar 1969 wurde in Amman das PLO-Hauptquartier eröffnet. Die PLO führte von Jordanien aus militärische Operationen gegen Israel aus. Seit 1968 führten israelische Truppen Vergeltungsaktionen nach Jordanien gegen die PLO durch. Die PLO errichtete in Jordanien einen Staat im Staate. Im September 1970 entführte die marxistische PFLP mehrere Flugzeuge nach Jordanien. Am 16. September 1970 riefen die PLO die Volksregierung in Irbid aus. König Hussein I. befahl daraufhin den Einsatz der Armee gegen die PLO. Damit brach am 17. September in Jordanien ein Bürgerkrieg aus Schwarzer September (Aufstand). Die jordanische Armee ging in der Hauptstadt Amman und verschiedenen Teilen des Landes gegen die PLO vor. Die erste Offensive scheiterte. Die syrische Armee griff auf der Seite der PLO in den Bürgerkrieg ein und drang am 20. September nach Jordanien vor. Die in Jordanien stationierten irakischen Truppen verhielten sich neutral. Am 22. September griff die Jordanische Luftwaffe die syrischen Truppen mit starken Luftschlägen an. Die jordanische Armee konnte Erfolge erzielen. Die syrischen Truppen zogen sich am 23. September wieder zurück. Die jordanische Armee ging gegen die PLO vor. Am 27. September 1970 wurde ein Waffenstillstand geschlossen. Die PLO zog sich aus Jordanien zurück. Zahlreiche palästinensische Widerstandskämpfer wurden verhaftet. Im Januar 1971 wurde Ministerpräsident Wasfi at-Tall von Schwarzer September (Terrororganisation) ermordet. 1971 wurden die letzten palästinensischen Widerstandszellen in Jordanien zerschlagen. König Hussein schlug 1972 die Gründung einer jordanisch-palästinensischen Föderation aus Jordanien, dem Westjordanland mit Ost-Jerusalem und dem Gazastreifen vor. Sowohl die Arabische Liga, als auch die PLO und die israelische Regierung lehnten diesen Vorschlag ab. Während des Jom-Kippur-Krieges 6.–25. Oktober 1973 kämpfte eine jordanische Brigade auf den Golan-Höhen in Syrien. Nach dem Krieg zogen sich die irakischen Truppen aus Jordanien zurück. Die jordanischen Verbände zogen sich aus Syrien zurück. Auf der Genfer Nahostkonferenz am 21./22. Dezember 1973 nahmen Ägypten und Jordanien als Vertreter der arabischen Staaten sowie Israel und als Vermittler UNO-Generalsekretär Kurt Waldheim und die Außenminister der USA, Henry Kissinger und der UdSSR, Andrei Gromyko, teil. Die Konferenz wurde ergebnislos vertagt. Syrien nahm nicht teil, da die PLO nicht als Verhandlungspartner anerkannt wurde.
Nach der Anerkennung der PLO als Vertreter der Palästinenser in die Arabische Liga im Oktober 1974 erkannte König Hussein I. am 4. November 1974 die PLO als Vertreter der Palästinenser an, die PLO verzichtete auf Aktionen von Jordanien aus. Ein umfangreiches Siedlungsprogramm für Ostjordanien wurde verabschiedet. Jordanien verfügte über keine Erdölvorkommen und wenig Bodenschätze, darunter Phosphatvorkommen. Durch die Wüste gab es kaum ertragreiche Landwirtschaft. Jordanien unterstützte die Aufnahme der PLO in die UN als Beobachter im November 1974. Die EG und Jordanien schlossen am 18. Januar 1977 ein Assoziierungsabkommen. Jordanien lehnte den israelisch-ägyptischen Friedensvertrag vom 26. März 1979 ab und brach die diplomatischen Beziehungen zu Ägypten nach dem Treffen der Arabischen Liga mit dem Beschluss der Suspendierung der Mitgliedschaft Ägyptens im März 1979 ab. Jordanien näherte sich dem Irak unter dem Regime Saddam Husseins an und unterstützte den Nachbarstaat im Krieg gegen den Iran 1980–1988. Im August 1982 wurden PLO-Kämpfer aus Beirut im Libanon unter Aufsicht der multinationalen Friedenstruppe auch nach Jordanien evakuiert. Die jordanische Regierung stimmte dem Reagan-Plan zu, der die Gründung einer jordanisch-palästinensischen Föderation mit dem Gebiet Jordanien, Westjordanland, Ost-Jerusalem und Gazastreifen vorsah. Bei einem Friedensvertrag sollte sich die israelische Armee zurückziehen. Nur die ägyptische Regierung unterstütze diesen Plan. Die israelische Regierung lehnten ihn ab. Auf dem Gipfeltreffen von Fès der Arabischen Liga vom 6. bis zum 9. September 1982 billigten alle Mitgliedsstaaten außer Libyen den Nahost Friedensplan von Fès. Dieser sah die Gründung eines unabhängigen Palästinenserstaates im Westjordanland, Ostjerusalem und Gazastreifen vor. Die arabischen Staaten einschließlich waren bereit, Friedensverhandlungen mit Israel aufzunehmen und Israel anzuerkennen, wenn Israel die arabischen Staaten und die PLO anerkennt. Gegen das Existenzrecht Israels sollte in einem Friedensvertrag der Rückzug Israels aus den besetzten Gebieten vereinbart werden. Die israelische Regierung lehnte diesen Plan ab. Im Januar 1984 trat erstmals seit November 1974 ein von König Hussein I. ernanntes jordanisches Parlament ohne die palästinensischen Abgeordneten aus dem Westjordanland und Ostjerusalem zusammen. Am 11. Februar 1985 schlossen Jordanien und die PLO ein Abkommen über die Bildung einer jordanisch-palästinensische Konföderation. Eine jordanisch-palästinensische Delegation sollte gebildet werden, die Friedensverhandlungen mit Israel aufnehmen sollte. Am 25. Juni 1985 wurde die jordanisch-palästinensische Delegation mit palästinensischen Vertretern, die der PLO nahe stehen, gebildet. Die israelische Regierung lehnte Verhandlungen mit dieser Delegation am 22. Oktober 1985 ab. Am 19. Februar 1986 kündigte König Hussein I. von Jordanien das Abkommen mit der PLO. Am 31. Juli 1988 beendete König Hussein I. die letzten Bindungen Jordaniens mit den Westjordanland und Ostjerusalem. Nach der Aufhebung der Suspendierung der Mitgliedschaft Ägyptens in der Arabischen Liga im Mai 1989 nahm Jordanien wieder diplomatische Beziehungen zu Ägypten auf. 1989 hob König Hussein I. das seit 1967 geltende Kriegsrecht auf und am 8. November fanden die ersten Parlamentswahlen seit 1957 statt, zu denen keine Parteien zugelassen wurden. Die islamischen Kandidaten erhielten 40 %. Während des Golfkrieges nach der Besetzung Kuwaits durch irakische Truppen im August 1990 der westlichen-arabischen Allianz gegen Irak 16. Januar bis Februar 1991 blieb Jordanien neutral. Jordanien näherte sich wieder der PLO an. Auf der Madrider Friedenskonferenz unter Vermittlung von USA, Sowjetunion und EG 30. Oktober bis 2. November 1991 begannen umfassende Friedensverhandlungen zwischen Israel, einer jordanisch-palästinensischen Delegation, Syrien und Libanon. Der jordanisch-palästinensischen Delegation gehörten Palästinenser ohne offene Bindungen zur PLO an. Sie informierten aber die PLO über den Verlauf der Gespräche. In Arbeitsgruppen wurde über die Hauptprobleme des Nahostkonflikts ab 3. November 1991 verhandelt. Nach der Verabschiedung der Wahl- und Parteiengesetze 1993 durften sich bei der Wahl am 8. November 1993 wieder Parteien zur Wahl stellen. Im Juli 1994 einigten sich bei den Friedensverhandlungen zwischen Jordanien und Israel beide Staaten unter Vermittlung der USA auf die Washington Declaration. Am 26. Oktober 1994 schlossen unter Vermittlung der USA Israel und Jordanien den Friedensvertrag: Beide Staaten beendeten den Kriegszustand. Die Grenze wurde festgelegt. Zwischen den Palästinensischen Autonomiegebieten und Jordanien sollte später eine Regelung vereinbart werden. Beide Staaten nahmen diplomatische Beziehungen und Handelsbeziehungen auf. Nach dem Tod von König Hussein I. nach langer Krankheit im Februar 1999 wurde sein Sohn Abdullah II. König. Unter seiner Führung intensivierte Jordanien seine Beziehungen zu den USA, Israel und der EU. Im Herbst 2001 ließ König Abdullah II. die Parlamentswahlen verschieben, aus Furcht vor der antiamerikanisch gestimmten Bevölkerung. 2003 beteiligte sich Jordanien aktiv an dem US-britisch geführten Krieg gegen den Irak. Zahlreiche Jordanier waren gegen den Golfkrieg. Bei einem Terroranschlag am 10. November 2005 auf Hotels in Amman starben 56 Menschen. Bei den Parlamentswahlen 2007 und 2010 kam es zu zahlreichen Unregelmäßigkeiten, die von internationalen Menschenrechtsorganisationen kritisiert wurden. König Abdullah II. konnte jedoch den mangelnden politischen Rückhalt durch seine Stabilitätspolitik und wirtschaftliche Erfolge wettmachen. Während des arabischen Frühlings nach dem Sturz der Regime in Tunesien im Januar 2011, Ägypten im Februar und den Beginn des Bürgerkrieges in Syrien nach Protesten gegen das Assad-Regime und den Ausbruch des Bürgerkrieges in Libyen im März 2011 kam es 2011/12 zu Protesten in Jordanien Proteste in Jordanien ab 2011. Zahlreiche Syrer flüchteten seit 2011 nach Jordanien.
2018 besuchte Angela Merkel das Land.